# Film (verhaal)
Film is een verhaal geschreven door de Amerikaan Richard Matheson in 1959. De Nederlandse vertaling verscheen in de serie Bruna FeH in 1976 in de bundel met de titel Nat stro en andere griezelverhalen. Matheson is vooral bekend om horrorverhalen. Dit verhaal valt niet in die categorie, het is meer een verhaal in de categorie Fantasy.

## Het verhaal
Het is het verhaal van het aanstaande echtpaar Owen en Carole Crawley. Zij bezoeken een stomme film, waarin het leven van een schrijver in beeld wordt weergegeven. Op de vraag van Carole wat hij vond van de film brandt Owen los. Hij, zelf schrijver, vindt het schandalig waarop de beginnerstijd van de hoofdpersoon is behandeld. Die eerste tien jaar wordt slechts door een aantal fragmenten weergegeven. Owen maakt daarbij een vergelijking naar het echte leven. Als de film maar een paar belangrijke fragmenten weergeeft, wat is dan het belang, dat je het volle leven moet leven. Vanaf dat moment vindt zijn leven aldus plaats. Hij (be)leeft alleen nog maar korte tijdsperiodes uit zijn leven dat slechts 85 minuten duurt (lengte van een gemiddelde film).  